# Гусельников, Борис Аркадьевич
Борис Аркадьевич Гусельников (р. 1940) — российский учёный, специалист в области пассивных РГС для ПРО.
Родился 25.12.1940 в г. Тара.
Окончил Томский политехнический институт (1962).
В 1960—1987 работал в ЦКБА (Омское ПО «Автоматика»): техник, старший техник, инженер, старший инженер (1963), ведущий инженер (1964), начальник лаборатории (1968), начальник сектора (1971), начальник отдела (1974), начальник отдела — зам. главного инженера (1979), в 1985—1987 первый зам. гендиректора — главный инженер.
С 1987 по 1992 г. работал в Житомирском филиале НИИ комплексной автоматики (ЖФ НИИКА) и Житомирском НИИ радиосистем.
С 1992 г. на пенсии.
Разработчик пассивной РГС для ракеты Х-58.
Кандидат технических наук (1975). Автор 8 изобретений.
Государственная премия СССР (1981) — за участие в создании РГС для ПРО.
Награждён медалью «За трудовую доблесть» (1971), орденом «Знак Почёта» (1985).
В настоящее время (2017) живёт в Житомире.